# William Holden

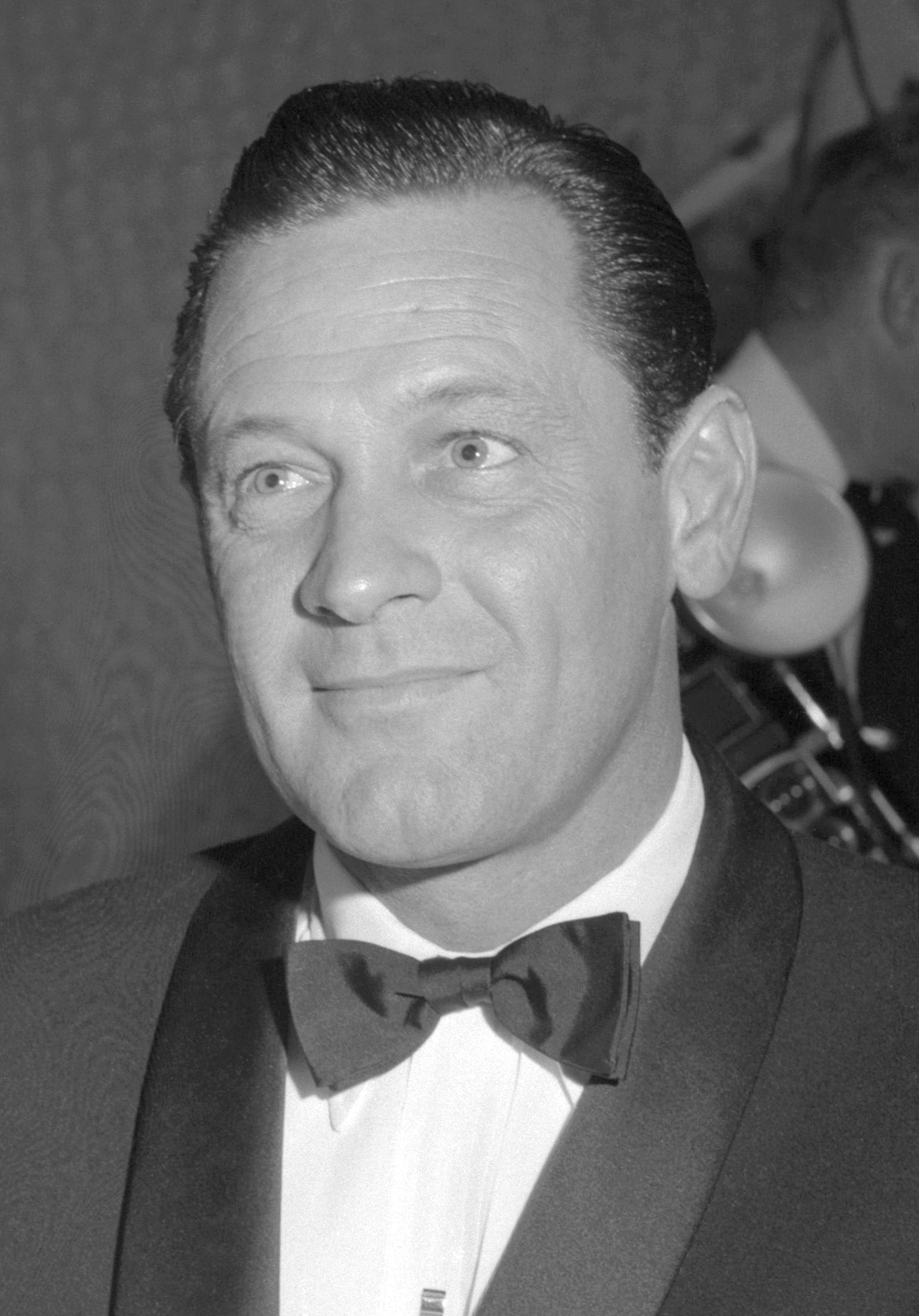
William Holden (1955)

William Holden (* 17. April 1918 in O’Fallon, Illinois, als William Francis Beedle junior; † 12. November 1981 in Santa Monica, Kalifornien) war ein US-amerikanischer Filmschauspieler, der 1954 mit dem Oscar als bester Hauptdarsteller für seine Rolle in dem Kriegsfilm Stalag 17 ausgezeichnet wurde. Er spielte Hauptrollen in Filmklassikern wie Boulevard der Dämmerung, Die Brücke am Kwai und The Wild Bunch. Das American Film Institute wählte ihn 1999 auf Platz 25 in der Liste der größten männlichen Filmlegenden.

## Leben

### Frühes Leben und Durchbruch
Holden wurde 1918 als William Francis Beedle junior in O’Fallon im Staat Illinois geboren. Sein Vater, William Franklin Beedle (1891–1967), war von Beruf Chemiker, seine Mutter Mary Blanche Ball (1898–1990) Lehrerin. Er hatte noch zwei jüngere Brüder, Robert Westfield (1921–1944) und Richart P. (1924–1964). Im Jahr 1921 zog die Familie nach South Pasadena. Hier besuchte er die South Pasadena High School und anschließend das Junior College. Er nahm schon während seiner Zeit am Pasadena Junior College Schauspielunterricht und erregte während einer Schulaufführung die Aufmerksamkeit eines Talentsuchers, der ihm einen Vertrag bei Paramount Pictures verschaffte. Seinem Entdecker schien jedoch für eine Schauspielkarriere der Name Beedle nicht besonders geeignet. Deshalb schlug er den Mädchennamen seiner geschiedenen Frau „Holden“ vor.
Die ersten Auftritte hatte Holden 1938 als Statist, doch bereits 1939 stieg er durch die Rolle des Joe Bonaparte in der von Columbia Pictures produzierten Verfilmung von Clifford Odets’ Drama Golden Boy zum Star auf. Rouben Mamoulian überzeugte das Studio, Holden die Rolle zu geben, und nur dank der unermüdlichen Hilfe seines Co-Stars Barbara Stanwyck konnte der unerfahrene Schauspieler die Herausforderungen der Rolle meistern. Bis an sein Lebensende sandte Holden jedes Jahr zum wiederkehrenden Datum des Drehbeginns von Golden Boy Stanwyck einen Strauß roter Rosen mit einer Karte, auf der er sich für ihre Unterstützung bedankte.

### Karriere als Filmstar
In den folgenden Jahren war Holden in Filmen meist als „Junge von nebenan“ zu sehen. Er übernahm nur selten Rollen, die mehr verlangten, als Heldenmut zu zeigen oder eine romantische Zuneigung zu dem jeweiligen weiblichen Star; eine Ausnahme war der ebenfalls von Columbia produzierte Western Arizona, der ihn 1940 an der Seite von Jean Arthur zeigte. Nach dem Zweiten Weltkrieg konnte Holden unter anderem 1947 mit der Komödie Meine bessere Hälfte neue Fans gewinnen. Die Verfilmung eines erfolgreichen Broadwaystücks schildert die haarsträubenden Verwicklungen, die dadurch entstanden sind, dass ein übermütiger Teenager unter dem Pseudonym der älteren Schwester eine Brieffreundschaft mit einem Soldaten beginnt. Die Autoren behaupteten, dass die teilweise exzentrischen Charaktere sich auf die Mitglieder der Familie von Groucho Marx bezögen. Ein Jahr später war Holden neben Robert Mitchum in Rachel und der Fremde als Farmer zu sehen, der für 50 Dollar Loretta Young auf einem Sklavenmarkt kauft und sich am Ende in sie verliebt. Der Film war ein großer finanzieller Erfolg, und Holden wurde dadurch bei Paramount neben Sterling Hayden zu einem gefragten Darsteller in romantischen Komödien.
Seinen endgültigen Durchbruch hatte Holden jedoch erst 1950. In Columbias Die ist nicht von gestern spielte er neben Judy Holliday und in Billy Wilders Boulevard der Dämmerung an der Seite von Gloria Swanson. 1954 gewann er den Oscar für seine Rolle als zynischer Kriegsgefangener und Geschäftemacher J. J. Sefton in dem Film Stalag 17, bei dem Wilder ebenfalls Regie führte. Im Jahr darauf war Holden an der Seite von Audrey Hepburn in Sabrina zu sehen, bei der erneut Wilder für die Regie verantwortlich war. Erfolge wie Picknick (1955), in dem er als sexuell aggressiver Herumtreiber eine ganze Stadt in Aufruhr versetzt und am Ende mit Kim Novak durchbrennt, oder Ein Mädchen vom Lande (1954), der ihn als Verehrer von Grace Kelly zeigt, die jedoch ihren alkoholkranken Ehemann, gespielt von Bing Crosby, nicht verlassen kann, machten Holden zu einem der großen Stars jener Dekade. Bis Mitte der 1960er Jahre war sein Name regelmäßig unter den zehn kassenträchtigsten Stars des Jahres zu finden.
Zu seinen wichtigsten späteren Filmen gehört der Western The Wild Bunch (1969) von Sam Peckinpah. Seine letzten künstlerisch anspruchsvollen Rollen spielte er 1973 in dem Film Breezy unter der Regie von Clint Eastwood und 1976 in der Fernsehsatire Network von Sidney Lumet, in der er den Nachrichtenchef eines Fernsehsenders darstellte, der vergeblich gegen eine rücksichtslose Kommerzialisierung des Fernsehens ankämpft. 1981 hatte Holden seinen letzten Filmauftritt in Blake Edwards’ Hollywood-Satire S.O.B. – Hollywoods letzter Heuler.
1999 wählte das American Film Institut William Holden auf Platz 25 unter den männlichen Leinwandlegenden des amerikanischen Films.

### Privatleben und Tod

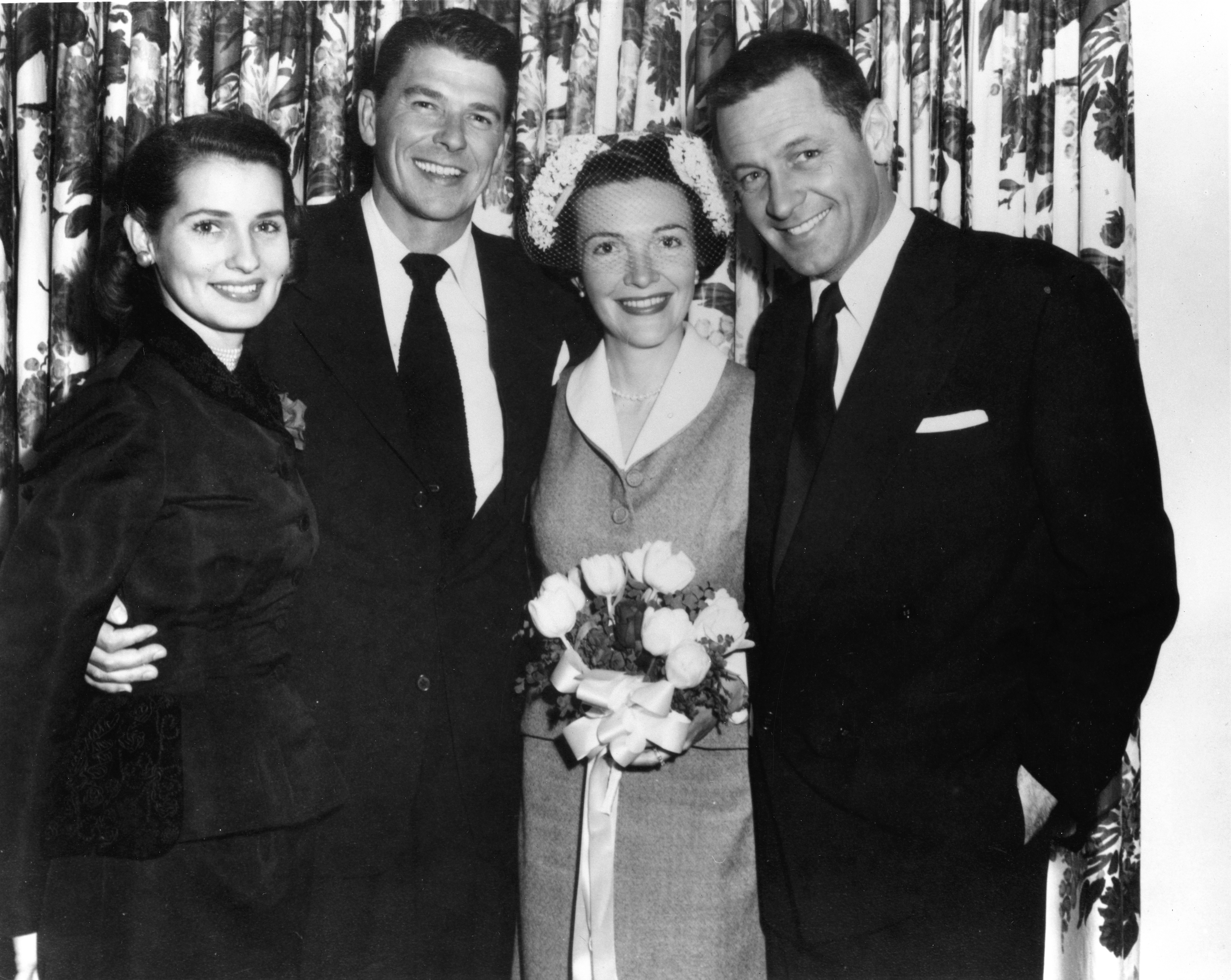
William Holden (rechts) mit Brenda Marshall (links) als Trauzeuge auf der Hochzeit von Nancy und Ronald Reagan (1952)

William Holden war ein guter Freund des späteren US-Präsidenten Ronald Reagan. Bei dessen Hochzeit mit Ehefrau Nancy 1952 war er Trauzeuge. Er zählte zu den prominentesten Unterstützern der Republikanischen Partei, obwohl er an Politik nur wenig interessiert war.
Von 1941 bis zur Scheidung 1971 war er mit seiner Schauspielkollegin Brenda Marshall verheiratet. Dank guter Investments sehr wohlhabend, verbrachte er die letzten Jahre seines Lebens überwiegend auf seiner großzügigen Ranch in Kenia oder auf ausgedehnten Reisen in der ganzen Welt. Am 16. November 1981 wurde er in seinem Apartment in Santa Monica tot aufgefunden. Der forensischen Untersuchung zufolge soll Holden unter Alkoholeinfluss gestürzt und mit dem Kopf auf einen Nachttisch aufgeschlagen sein. Das Sterbedatum wurde auf den 12. November 1981 datiert. Die Schauspielerin Stefanie Powers, mit der Holden eine Beziehung gehabt hatte, gründete zu seinem Gedenken eine Stiftung zum Schutz der Wildtiere in Afrika.

## Filmografie (Auswahl)
- 1939: Golden Boy
- 1939: Zwölf Monate Bewährungsfrist (Invisible Stripes)
- 1940: Unsere kleine Stadt (Our Town)
- 1940: Those Were the Days!
- 1940: Arizona (Arizona)
- 1941: I Wanted Wings
- 1941: Flucht nach Texas (Texas)
- 1947: Blaze of Noon
- 1947: Meine bessere Hälfte (Dear Ruth)
- 1947: Mädchen für Hollywood (Variety Girl) (Cameo)
- 1948: Der Richter von Colorado (The Man from Colorado)
- 1948: Rachel und der Fremde (Rachel and the Stranger)
- 1948: Eine Dachkammer für zwei (Apartment for Peggy)
- 1948: The Dark Past
- 1949: Die Todesreiter von Laredo (Streets of Laredo)
- 1950: Boulevard der Dämmerung (Sunset Boulevard)
- 1950: Menschen ohne Seele (Union Station)
- 1950: Die ist nicht von gestern (Born Yesterday)
- 1951: U-Kreuzer Tigerhai (Submarine Command)
- 1951: Keinen Groschen für die Ewigkeit (Force of Arms)
- 1952: Tommy macht das Rennen (Boots Malone)
- 1953: Stalag 17
- 1953: Wolken sind überall (The Moon Is Blue)
- 1953: Verrat im Fort Bravo (Escape from Fort Bravo)
- 1954: Die Intriganten (Executive Suite)
- 1954: Sabrina
- 1954: Ein Mädchen vom Lande (The Country Girl)
- 1955: Die Brücken von Toko-Ri (The Bridges at Toko-Ri)
- 1955: Alle Herrlichkeit auf Erden (Love Is a Many-Splendored Thing)
- 1955: Picknick (Picnic)
- 1956: Auch Helden können weinen (The Proud and Profane)
- 1956: Einst kommt die Stunde (Toward the Unknown)
- 1957: Die Brücke am Kwai (The Bridge on the River Kwai)
- 1958: Der Schlüssel (The Key)
- 1959: Der letzte Befehl (The Horse Soldiers)
- 1960: Die Welt der Suzie Wong (The World of Suzie Wong)
- 1962: Verrat auf Befehl (The Counterfeit Traitor)
- 1962: Patricia und der Löwe (The Lion)
- 1962: China-Story (Satan Never Sleeps)
- 1964: Zusammen in Paris (Paris, When It Sizzles)
- 1964: Beim siebten Morgengrauen (The 7th Dawn)
- 1966: Alvarez Kelly
- 1968: Die Teufelsbrigade (The Devil’s Brigade)
- 1969: The Wild Bunch – Sie kannten kein Gesetz (The Wild Bunch)
- 1969: Pascal (The Christmas Tree)
- 1971: The Moviemakers
- 1971: Missouri
- 1972: Revengers (The Revengers)
- 1973: Begegnung am Vormittag (Breezy)
- 1974: Flammendes Inferno (The Towering Inferno)
- 1974: Open Season – Jagdzeit (Los Cazadores)
- 1974: The Blue Knight (TV-Mehrteiler)
- 1976: Network
- 1976: Die 21 Stunden von München (21 Hours at Munich) (TV-Film)
- 1978: Fedora
- 1978: Damien – Omen II (Damien: Omen II)
- 1979: Flucht nach Athena (Escape to Athena) (Cameo-Auftritt)
- 1979: Ashanti
- 1980: Am Ende des Tales (The Earthling)
- 1980:  Der Tag an dem die Welt unterging (When Time Ran Out …)
- 1981: S.O.B. – Hollywoods letzter Heuler (S.O.B.)

## Auszeichnungen (Auswahl)
Oscar
- 1951: Nominierung in der Kategorie Bester Hauptdarsteller für Boulevard der Dämmerung
- 1954: Bester Hauptdarsteller für Stalag 17
- 1977: Nominierung in der Kategorie Bester Hauptdarsteller für Network

BAFTA Award
- 1955: Nominierung in der Kategorie Bester ausländischer Darsteller für Picknick
- 1976: Nominierung in der Kategorie Bester Hauptdarsteller für Network

Emmy
- 1974: Bester Hauptdarsteller in einer Miniserie für The Blue Knight

Weitere
- 1953: Nominierung für den New York Film Critics Circle Award in der Kategorie Bester Hauptdarsteller für Stalag 17
- 1955: Laurel Award in der Kategorie Bester Hauptdarsteller in einer Komödie für Sabrina
- 1960: Stern auf dem Hollywood Walk of Fame (1651 Vine Street)

- Nach William Holden wurde der Asteroid (9340) Williamholden benannt.